# ناحیه زاویه کنته
ناحیه زاویه کنته (به عربی: دائرة زاویة کنتة) یک ناحیه در الجزایر است که در استان ادرار واقع شده‌است.